# Mirosława Czerny
Mirosława Czerny z domu Maciąga (ur. 19 grudnia 1951 w Łodzi) – polska geografka, latynoamerykanistka, profesor Uniwersytetu Warszawskiego.

## Życiorys
W 1974 ukończyła geografię regionalną na Uniwersytecie Warszawskim. Odtąd zawodowo związana z Wydziałem Geografii i Studiów Regionalnych UW. Przez jedenaście lat pełniła funkcję dyrektora Instytutu Studiów Regionalnych i Globalnych tamże (2005–2018). Od 2021 pełni funkcję Dyrektora Szkoły Doktorskiej Nauk Społecznych na Uniwersytecie Warszawskim. Doktoryzowała się w 1978 na UW. W 1995 habilitowała się na podstawie pracy Restrukturyzacja przemysłu i rozwój regionalny Meksyk. W 2007 otrzymała tytuł profesora.
Jej pola zainteresowań dotyczą zagadnień rozwoju regionalnego i miejskiego, głównie w Ameryce Łacińskiej. Jej projekty badawcze obejmują tematy: struktury przestrzennej miast, ubóstwa, dzielnic marginalnych, rozwoju zrównoważonego obszarów wiejskich, polityk rozwoju regionalnego, politycznych aspektów zmian przestrzennych, konfliktów przestrzennych. Badaczka i wykładowczyni na uczelniach na Kubie, w Niemczech (na Uniwersytecie w Moguncji - dwukrotnie semestralne stanowisko Gastprofessur), Kolumbii, Peru, Meksyku, Argentynie, Kostaryce, Wenezueli, Brazylii, Hiszpanii. Jako stypendystka Fundacji Aleksandra von Humboldta ponad rok prowadziła badania nad krajami rozwijającymi się na Uniwersytecie w Tybindze oraz w Oxfordzie. Stypendystka funduszu PHARE w Oxfordzie. Profesor wizytujący na Uniwersytecie w Bloomington (USA). Stypendystka Research Support Scheme; APPLE SIERRA PHARE, Jean Monnet Permanent Course na UW 1998–2001. Dyrektor projektu na temat typologii małych miast w Kolumbii w Instytucie Geografii „Agustin Codazzi”. Wykładowca i prowadząca seminaria na studiach doktoranckich na uniwersytetach w Argentynie, Meksyku, Chile, Brazylii, a od 2014 przede wszystkim w Kolumbii. Wykładowca na kursach dla kadry akademickiej na uniwersytetach w Kostaryce, Meksyku, Boliwii, Peru. Członkini Komitetu Nauk Geograficznych PAN.
W 2007 Universidad Nacional de San Agustín de Arequipa (w Peru) przyznał jej doktorat honoris causa, w 2018 otrzymała doktorat honoris causa na Uniwersytecie  Manizales (Universidad de Manizales) w Kolumbii, zaś w 2023 na Uniwersytecie Autonomicznym Stanu Meksyk. Otrzymała medal za zasługi dla geografii peruwiańskiej przyznany w 125-lecie istnienia Towarzystwa Geograficznego w Limie (Peru), medal im. Jerzego Kondrackiego za zasługi dla WGSR UW. Autorka książek popularyzatorskich i podręczników do geografii dla szkoły podstawowej. 
Opublikowała ponad 200 artykułów naukowych, głównie po hiszpańsku. Wygłosiła ponad 150 referatów na konferencjach, kongresach i sympozjach naukowych (w tym 120 międzynarodowych). Kierowniczka projektów naukowych MNiSW, NCN, a wcześniej projektów międzynarodowych MNiSW z Peru i Meksykiem. Opublikowała 36 monografii, w tym:
- 12 jako autor lub współautor (2 po angielsku w Wyd. NOVA w Nowym Jorku; 3 po hiszpańsku w Meksyku i w Peru).

- 24 pod redakcją naukową (głównie w języku hiszpańskim i angielskim).

Ekspertka w 6 i 7 Programie Ramowym KE, Horyzont 2020 oraz Horyzont Europa (recenzentka ponad 200 projektów złożonych do Komisji Europejskiej). Recenzentka projektu TIGER w ramach ESPON. Ekspert MEiN, NAWA, OPI.
Wypromowała dziewięcioro doktorów, m.in. Roberta Łuczaka (2014) i Katarzynę Dembicz (2005).
Wchodzi w skład Rady Fundacji im. Profesora Andrzeja Dembicza.

## Wybrane publikacje
- Czerny M. 2025. Miasta na rozdrożu. Metropolizacja i fragmentacja w Ameryce Łacińskiej, WUW, Warszawa
- Biczyńska E., Czerny M. (red. nauk) 2024. Cities in the Shadow of Pandemic and Climate Crisis. New quality of space and reality, WUW, Warszawa
- Czerny M., Serna Mendoza C.A. (red. nauk.). 2021. Conflicts over use of urban and regional spaces in the time of climate changes, Good management and planning practices. WUW, Warszawa
- Miroslawa Czerny, Ciro Alfonso Serna Mendoza, (red. nauk.). 2021. Sustainable development. Crossing borders, breaking stereotypes. WUW, Warszawa
- Czerny M., Córdova Aguilar H. 2018. Sustainable Development. The Context of Use of Indigenous Plants for Local Economic Growth. Nova Science Publishers, New York.
- Czerny M. 2005. Globalizacja a rozwój. Wybrane zagadnienia geografii społeczno-gospodarczej świata. PWN, Warszawa.
- Czerny M. 2014 Stare i nowe w przestrzeni miast Ameryki Łacińskiej: aktorzy i kontestatorzy zmian, Warszawa: Wydawnictwa Uniwersytetu Warszawskiego,
- Czerny M. 2016. Rozwój zrównoważony obszarów wiejskich na globalnym Południu, Warszawa: Wydawnictwa Uniwersytetu Warszawskiego.
- Czerny M., Córdova- Aguilar H. 2014. Livelihood – Hope and Conditions of a new Paradigm For Development Studies. The Case of Andean Regions. NOVA, New York
- Czerny M., Serna Mendoza C. A. (red. científica). 2018. Globalización y desarrollo Sostenible. WUW, Varsovia.
- Czerny .M., Serna Mendoza C. A. (red. científica). 2018. Texto y contexto en el desarrollo sostenible. WUW, Varsovia
- Córdova Aguilar H., Czerny M., Novoa Goicochea Z. 2016. Ordenamiento territorial y desarrollo rural. Sociedad Geográfica de Lima, Perú,
- Czerny M., Córdova Aguilar H. (com.). 2015. Desarrollo sustentable en regiones rurales y periféricas. Edsiciones Abya-Yala, Quito, Ecuador
- Czerny M., Hoyos Castillo G. (Eds.). 2014. Suburbanization Versus Peripheral Sustainability of Rural-Urban Areas Fringes. Nova Science Publishers, New York,
- Czerny M., Hoyos Castillo G. (Eds.). 2012. Big Cities in Transition. City of North and South. Lambert Academic Publishing. Saarbrücken.
- Czerny M. (red. cientifica). 2012. Bieda i bogactwo we współczesnym świecie. Studia z geografii rozwoju. WUW, Warszawa
- Hoyos G., Czerny M., Cadena E. (coord.). 2011. Territorio expuestos y procesos culturales. UAEM, Toluca. México.
- Czerny M., Miguelem Panadero Moya, 1991 América Latina: regiones en transiciónCiudad Real: Servicio de Publicaciones de la Universidad de Castilla-La Mancha, .
- Czerny M, 1994. Restrukturyzacja przemysłu i rozwój regionalny Meksyku, Warszawa: UW. CESLA, .
- Czerny M. (red.). 2006. Poland in the geographical centre of Europe: political, social and economic consequences, New York: Nova Science Publishers,
- Czerny M.,Jorge Tapia Quevedo (red.). 2007. Regionalidad y localidad en la globalización [wraz z ], Warszawa: Wydawnictwa Uniwersytetu Warszawskiego,
- Czerny M., wraz z Robertem Łuczakiem i Jerzym Makowskim. 2007. Globalistyka : procesy globalne i ich lokalne konsekwencje, Warszawa: Wydawnictwo Naukowe PWN.
- Czerny M. z Jorge Tapia Quevedo (red.) 2011. Metropolitan areas in transition Warszawa: Wydawnictwa Uniwersytetu Warszawskiego, .
- Czerny M., 1992. Fordismo, postfordismo y la región. UAM-Iztapalapa. Mexico.
- Czerny M.  1986. Śladami Inków, Warszawa: Młodzieżowa Agencja Wydawnicza.